# Kempenland (bestuur)
Het Kwartier van Kempenland, ook wel Kempen genoemd, vormde historisch tot aan het einde van de 18e eeuw het zuidwestelijke kwartier van de Meierij van 's-Hertogenbosch. De andere drie kwartieren waren: Peelland, Oisterwijk en Maasland. Het kwartier Kempenland moet niet verward worden met de gelijknamige streek de Kempen, waarvan het kwartier weliswaar een klein onderdeel vormde.

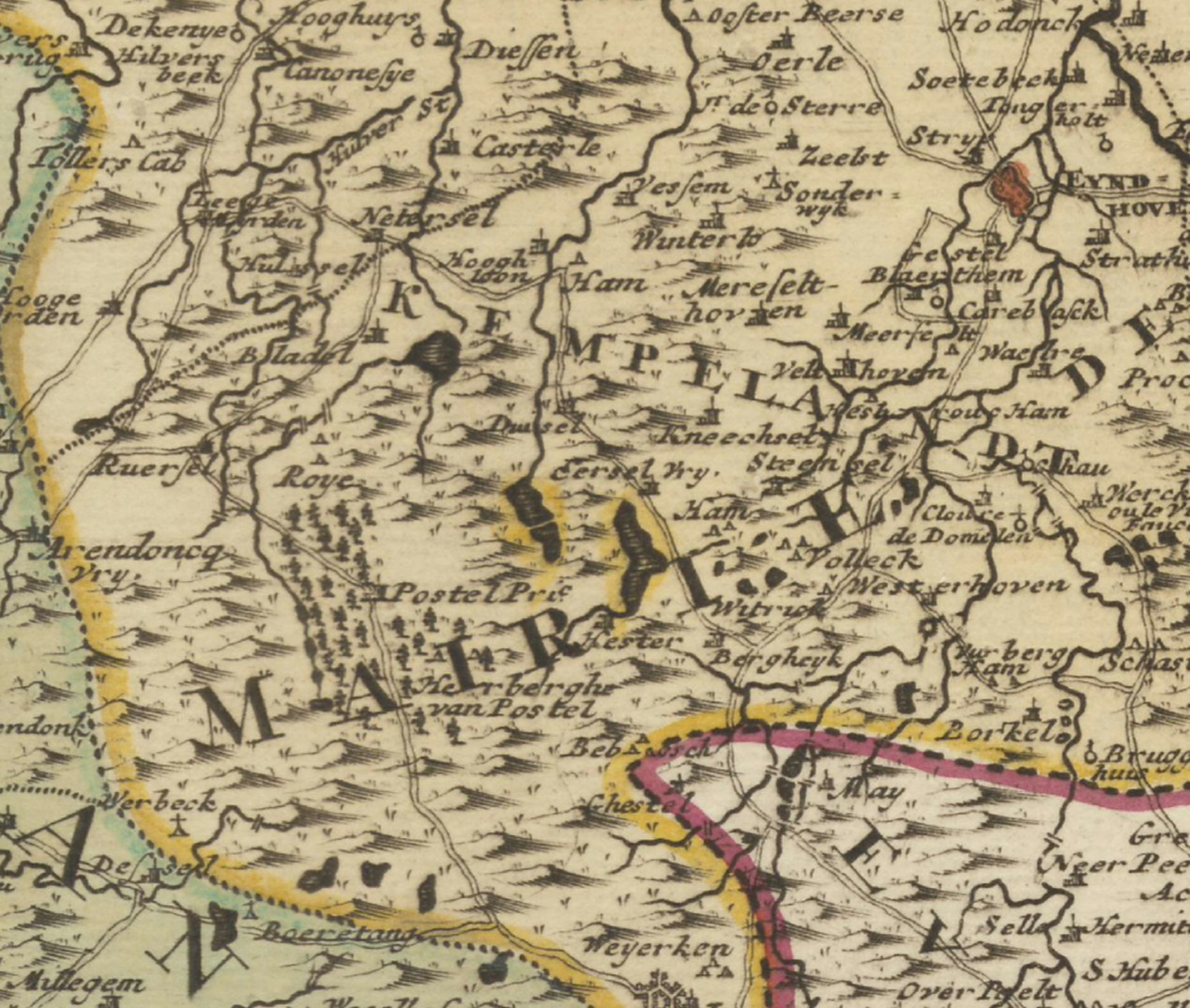
Een kaart van het kwartier Kempenland afkomstig uit de 18e eeuw.

Het Kempenland omvatte de volgende plaatsen: Lommel, Dommelen, Borkel en Schaft, Valkenswaard, Aalst, Stratum, Eindhoven, Eckart, Woensel, Best, Oirschot, Middelbeers, Oostelbeers, Westelbeers, Vessem, Casteren, Netersel, Bladel, Reusel, Bergeijk, Gestel, Blaarthem, Meerveldhoven, Zeelst, Veldhoven, Oerle, Wintelre, Hoogeloon, Hapert, Eersel, Duizel, Knegsel, Steensel, Riethoven, Waalre, Westerhoven. Het dorp Luyksgestel behoorde tot het Prinsbisdom Luik en viel dus buiten dit kwartier.
De indeling in kwartieren werd ingesteld toen de Hertog van Brabant een groot deel van het huidige Noord-Brabant in bezit kreeg. Dit vond zijn beslag tijdens en na de ambtsperiode van Hertog Hendrik I van Brabant, vanaf 1203, toen Brabant het recht over dit gebied verwierf.
De hertog werd vertegenwoordigd door de kwartierschout, die te Oirschot zetelde. Deze zou al vóór 1246 gefunctioneerd hebben. De dorpsafgevaardigden kwamen bijeen te Oerle en later te Eindhoven. 
Het kwartier was ingedeeld in gerichten, waarin de rechtspraak werd uitgeoefend door een schepenbank. Zij werden voorgezeten door een schout.
In Eersel en Oerle bestonden hoofddingbanken, die voorgezeten werden door een hoofdschout en over halszaken beslisten. Hiernaast waren er hoofddingbanken in Lommel, Bladel en Reusel. Voor zeer zware zaken moest men naar Antwerpen, want in Kempenland bestond Antwerps recht. Dit veranderde pas toen de Staten-Generaal het kwartier onder het recht van 's-Hertogenbosch bracht.
Tegenwoordig wordt onder Kempenland ongeveer hetzelfde gebied ten westen van Eindhoven verstaan zij het, dat Lommel is uitgeruild met Luyksgestel en dat Kempenland tot Nederland beperkt is, hoewel in België de streek de Kempen gewoon doorgaat. Het kerngebied van het huidige Kempenland (de Noord-Brabantse Kempen) wordt gevormd door de zogeheten Acht zaligheden. Afgezien van Eindhoven is de streek gelegen op de Kempenhorst en bestaat ze uit arme zandgronden.

## Lijst van kwartierschouten
Deze kwartierschouten hebben achtereenvolgens de hertog vertegenwoordigd:
| kwartierschout                        | van - tot | opmerking(en) |
| ------------------------------------- | --------- | --- |
| Ruiger van den Stayeeker              | ??1366??  | |
| Jan Heym                              | 1489-1506 | |
| Karel Hermanszoon Cleynael            | 1511-1521 | Wanneer hij precies kwartierschout is geworden is niet bekend.                                                               |
| Korstiaen Koenen                      | 1526-1531 | |
| Jan Koenen                            | ??1541??  | |
| Johan van Esch                        | 1580-1587 | |
| Albert Dachverlies                    | 1587-1597 | |
| Erasmus Schets, heer van Grobbendonck | 1597-1598 | Bewijs dat hij kwartierschout is geweest is vrij vaag (vermelding onder voorbehoud).                                         |
| François Prouveur                     | 1598-1648 | De Staten Generaal benoemde in 1635 Eustagius van Assendelft tot kwartierschout maar deze is nooit in Kempenland aangekomen. |
| Peter van Andel                       | 1659-1668 | |
| Peter van Nahuys                      | 1674-1677 | |
| Jacobus van Naheys                    | 1681-1700 | Zoon van Peter van Nahuys |
| Mr. Jean de Marcq                     | 1733-1735 | In 1735 doodgeschoten door Antony Andrieszoon Schepens                                                                       |
| Vacature                              | 1735-1737 | ten gevolge van de moord geen snelle opvolger benoemd.                                                                       |
| Anthony van Grevenbroeck              | 1737-1743 | |
| Vacature                              | 1743-1747 | |
| Johan Bastiaanszoon de Voo            | 1747-1750 | |
| Carel Hendrik Jacob Sweerts de Landas | 1750-1795 | |